# Discomagic Records
Discomagic Records – włoska wytwórnia płytowa i firma produkcyjna, działająca od 1979 do 1997 roku. Jej siedziba znajdowała się w Mediolanie, przy ulicy Via Mecenate.
Była to najważniejsza i najbardziej aktywna włoska wytwórnia z gatunku italo disco, bardzo popularna w latach 80. XX wieku, zarządzająca ponad 100 wytwórniami zależnymi specjalizującymi się w tym jednym gatunku muzycznym. W późniejszych latach w ofercie labelu pojawiły się również nagrania zyskujących popularność italodance i eurobeat.
Ze względu na problemy finansowe, wytwórnia zaprzestała działalności w 1997 roku. W tym samym roku Severo Lombardoni sprzedał ją niemieckiej wytwórni ZYX Music Bernharda Mikulskiego. Ze względu na tę transakcję, w następnych latach wiele kompilacji artystów powiązanych z Discomagic było wydawanych właśnie pod labelem ZYX. Duchowymi kontynuacjami Discomagic zostały wytwórnie S.A.I.F.A.M. Mauro Fariny, Dance World Attack Roberto Zanettiego oraz Hitland.